# 疣尾小綠蝦蛄
疣尾小綠蝦蛄（学名：Cloridina verrucosa）为蝦蛄科小綠蝦蛄屬下的一个种。